# Чернега Роман Тарасович
Рома́н Тара́сович Черне́га (нар. 1 листопада 1979, місто Галич, Івано-Франківська область) — український політик. Народний депутат України 7-го скликання. Голова Державної служби України з питань праці (з 21 січня 2015 по 4 грудня 2019).
Голова Івано-Франківської обласної організації політичної партії «УДАР Віталія Кличка» (2010—2014).

## Освіта
Прикарпатський університет імені Василя Стефаника, юридичний факультет (1996–2001), юрист. Аспірантура Міжрегіональної академії управління персоналом (2001–2004).
Кандидат юридичних наук. Кандидатська дисертація «Право громадян на участь у місцевому самоврядуванні. Стан та шляхи вдосконалення» (Інститут законодавства Верховної Ради України, 2007).
Доктор юридичних наук. Докторська дисертація "Концепція правового забезпечення охорони праці в контексті євроінтеграції України" (Київський Національний Університет імені Тараса Шевченка, 2019).
Автор, співавтор монографій, наукових статей в галузі конституційного права, місцевого самоврядування, трудового права, державного управління.[джерело?]
Заслужений юрист України.

## Кар'єра
- Липень 2001 — березень 2005 — спеціаліст (юрист) Фонду комунальної власності територіальної громади міста Івано-Франківська.
- Вересень 2004 — червень 2007 — старший викладач (за сумісництвом) юридичного інституту Прикарпатського національного університету імені Василя Стефаника.
- Квітень — серпень 2005 — заступник начальника Управління державної служби, серпень 2005 — квітень 2007 — завідувач сектору організаційно-кадрової роботи та діловодства — юрисконсульт Управління державної служби Головного управління державної служби України в Івано-Франківській області.
- З січня 2007 — викладач кафедри (за сумісництвом) загальноекономічних та гуманітарних дисциплін Івано-Франківського інституту менеджменту Тернопільської національного економічного університету.
- Квітень 2007 — вересень 2010 — заступник начальника з правових питань відділення реалізації нафтопродуктів ВАТ «Укрнафта» в Івано-Франківській області.
- З вересня 2010 — жовтень 2011 — доцент кафедри конституційного та міжнародного права Прикарпатського юридичного інституту Львівського державного університету внутрішніх справ.
- 2012—2014 — народний депутат України 7-го скликання
- з січня 2015 по грудень 2019  — голова Державної служби України з питань праці
- звільнений з посади Голови Державної служби України з питань праці 04.12.2019
- з 2020 по 2021 рр. - приватних підприємець.
- з лютого 2022 по дн - доцент кафедри права Міжнародного науково-технічного університету імені академіка Юрія Бугая

## Політична діяльність
Березень 2006 — кандидат в народні депутати України від "Громадянського блоку «Пора-ПРП», № 281 в списку. На час виборів: завідувач сектору — юрисконсульт сектору організаційно-кадрової роботи та діловодства управління державної служби Головного управління державної служби України в Івано-Франківський області, член ПРП.
З 12 грудня 2012 — народний депутат України 7-го скликання від політичної партії «УДАР (Український демократичний альянс за реформи) Віталія Кличка», № 23 в списку. На час виборів: фізична особа — підприємець, адвокат, член політичної партії «УДАР (Український демократичний альянс за реформи) Віталія Кличка». Голова підкомітету з питань захисту прав і свобод людини Комітету Верховної Ради з питань верховенства права та правосуддя.
Член партії «Реформи і порядок» (1997–2010).
Депутат Івано-Франківської міськради (1998–2002), Івано-Франківської облради (2010–2012).

## Сім'я
Розлучений. Має сина.